# أولاد داوود (أولاد داوود ازخانين)
أولاد داوود هي إحدى مشيخات المملكة المغربية، تتبع جغرافيا لإقليم الناظور وإداريًا لأولاد داوود ازخانين. يقدر عدد سكانها بـ 10793 نسمة حسب الإحصاء الرسمي للسكان والسكنى لسنة 2004.